# Наступательный реализм

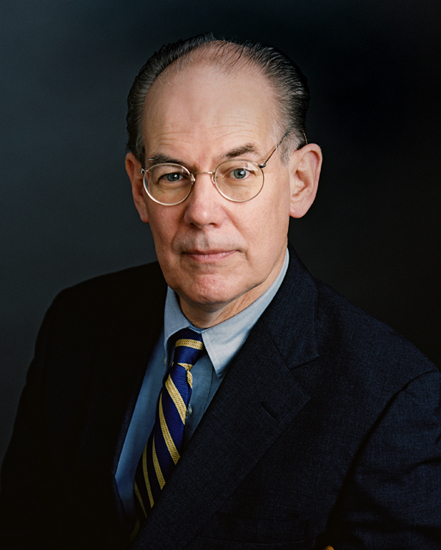
Джон Миршаймер — автор теории наступательного реализма

Наступательный реализм (англ. Offensive realism) — структурная теория международных отношений, одно из направлений школы политического реализма. Основная идея теории заключается в представлении современных международных отношений как анархичной системы, внутри которой государства действуют агрессивно, исходя из своих национальных интересов. Впервые данная теория была выдвинута Джоном Миршаймером, впоследствии его идеи развивались такими политологами, как Роберт Гилпин, Фарид Закария, Эрик Лабс.

## Идейные истоки
Базовой теорией для наступательного реализма является классический политический реализм. Такие авторы, как Карл фон Клаузевиц, Томас Гоббс, Николо Макиавелли, Ганс Моргентау, говорили о том, что в международных отношениях царит анархия, государствами движут их национальные интересы, для обеспечения которых страны должны полагаться на свою военную мощь. Другой идейной основой является теория неореализма Кеннета Уолтца, в рамках которой международные отношения рассматриваются как единая система, внутри которой сосуществуют государства. Несмотря на то, что неореализм по сути является логическим продолжением и переосмыслением классической теории реализма, неореализмом оспаривается идея о неизбежности войны, говорится о возможности не только конфронтации, но и сотрудничества между государствами.
На стыке этих теорий и была разработана идея наступательного реализма, автором которой стал американский политолог Джон Миршаймер. В своей книге The Tragedy of Great Power Politics (2001) автор, следуя основным постулатам теории неореализма, приходит к выводам классических реалистов о том, что государства по-прежнему эгоистичны и агрессивны, и войны между ними неизбежны.

## Основные положения

### Ключевые аксиомы наступательного реализма
В своих публикациях Джон Миршаймер выделяет следующие ключевые аксиомы наступательного реализма (англ. Bedrock assumptions):
1. Международная система анархична, и государства являются главными участниками международной системы.
2. Все страны обладают военной наступательной мощью, поэтому каждое государство представляет угрозу для другого государства.
3. Страны никогда не могут быть уверены в намерениях других стран. Международные отношения крайне противоречивы и на принятие решений может оказывать влияние целый ряд факторов, поэтому государствам необходимо всегда быть готовым к возможным нападениям.
4. Главная цель любого государства — выживание, поэтому страны в первую очередь будут стремиться обеспечить собственную безопасность.
5. Государства рациональны, действуют максимально выгодно исходя из собственных возможностей и в соответствии со своими интересами.

Опираясь на данные аксиомы, Миршаймер определяет возможные варианты поведения государств: страх, самопомощь и максимизация собственного влияния.

### Отличия от других реалистских теорий
Несмотря на то, что ключевые аксиомы наступательного реализма во многом схожи с идеями неореализма Уолтца (анархия внутри системы международных отношений, выживание как главная цель государств), Миршаймер полностью исключает возможность сотрудничества между странами: это может привести к усилению одного из государств и разрушению баланса сил. Соответственно, единственным способом кооперации государств является конфронтация (что гораздо ближе к теориям классических реалистов). Страны могут объединяться в коалиции против других стран с целью создания баланса сил, однако эти союзы недолговечны и существуют лишь до тех пор, пока они выгодны всем участникам коалиции.
Важным отличием является понимание баланса сил и безопасности государства. В этом плане наступательный реализм зачастую противопоставляется идеям неореализма и так называемого оборонительного реализма, авторами которого выступают Кеннет Уолтц, Роберт Джервис, С. Уолт. Данные авторы утверждают, что государства не должны постоянно наращивать свою военную мощь, так как в конечном итоге это приведет к тому, что другие государства также начнут наращивать свои военные силы и это может привести к конфликту (концепция дилеммы безопасности). Рассматривая дилемму безопасности, сторонники оборонительного реализма считают целесообразным стремиться к относительному, а не к абсолютному силовому превосходству. Более того, некоторые авторы оборонительного реализма считают, что анархия в международных отношениях может быть преодолена и внутри системы может появиться лидер, который будет обеспечивать стабильность и мир.
Наступательный реализм отвергает данную идею, предполагая, что наращивание военной мощи — единственный способ выжить государству в условиях анархичной международной системы. Чем больше государство наращивает военную мощь, тем ниже вероятность нападения на данное государство (например, Соединённые Штаты Америки, которые обладают сильнейшей армией в мире и никто не может бросить им вызов). Более того, «в условиях анархии и неопределенности государства должны прибегать к военному строительству, односторонней дипломатии, изоляционистской экономической политике и экспансии».

## Критика
1. Исследователями наступательного реализма уделяется мало внимания негосударственным участникам международных отношений (таким как транснациональные корпорации, неправительственные организации, террористические группировки), которые играют существенную роль в современной мировой политике. Объектом их изучения являются исключительно государства, которые выступают как главные участники международных отношений[14].
2. Теория не принимает во внимание особенности государственного строя государства, интересы лиц и групп, отвечающих за принятие политических решений внутри государства. Согласно теории наступательного реализма, государства делятся лишь по уровню военной мощи[15]. Для наступательных реалистов не имеет значение, демократическое государство или автократическое — согласно теории, оба государства будут преследовать схожие интересы.
3. В качестве инструментов влияния государства принимается во внимание только военная мощь: ни экономика, ни культура, ни религия, ни идеология не рассматриваются в качестве действенных рычагов давления на другие страны.
4. Наступательный реализм пытается объяснить лишь современное состояние международных отношений, в исторической ретроспективе данная не может быть использована, так как не соответствует действительности (в истории есть периоды международной стабильности, когда государства развивали дипломатические отношения и не стремились уничтожить друг друга)[16].